# Cratere Sarakka
Sarakka è un cratere sulla superficie di Callisto.